# Albert Thura
Albert Lauridsen Thura, född 6 oktober 1700 i Köpenhamn, död den 10 mars 1740 i Lejrskov, var en dansk präst och litteraturhistoriker. Han var son till Laurids Thura och farfar till Albert de Thurah.
Thura, som 1726 blev sognepræst i Lejrskov och Jordrup nära Kolding, ägnade sig redan som ung student åt studiet av dansk litteratur- och personhistoria. Hans viktigaste arbeten är: Idea historiæ litterariæ Danorum (1723), som till förebild hade hans gamle rektor Christian Falsters motsvarande verk om den romerska litteraturen, Gynæceum Daniæ litteratum (1732), en skrift om danska kvinnors litterära alstring, och Regiæ Academiæ Hafnia infantia et pueritia (1734), en framställning av Köpenhamns universitets äldsta historia, byggd på nu förlorat material och alltså för all framtid en källskrift. Från 1731 var han fast medarbetare i Wielandts Lærde Tidender och hade 1738 ett meningsutbyte med en norrman om Holberg, för vars författarskap, särskilt det historiska, han hyste en djup beundran.